# Ben Levin
Benjamin "Ben" Levin, né le 5 décembre 1987 à New York, est un acteur américain.

## Biographie
Originaire de New York, Ben y a grandi avec ses deux parents et son frère. Il a étudié au lycée Fiorello H. LaGuardia High School of Music & Art and Performing Arts, puis est ressorti diplômé de l'université Tisch School of the Arts en 2009. 
Il se lance dans le métier d'acteur en 2002, à l'âge de 15 ans, avec un rôle mineur dans le film Le Club des empereurs. Il se concentre ensuite sur ses études, et retourne au métier d'acteur en 2007, à l'âge de 20 ans, avec la comédie dramatique Mo. Ce n'est que trois ans plus tard qu'il obtient son premier grand rôle, celui de Gabriel Caras, dans le célèbre feuilleton télévisé, As the World Turns. En 2015, il joue un rôle secondaire dans le téléfilm de Noël, Joyeux baiser de Noël, puis en 2017, il obtient un petit rôle dans la série télévisée, Time After Time.
Depuis 2018, il incarne le rôle de Jed, un loup-garou, dans la série télévisée Legacies, le spin-off des séries à succès Vampire Diaries et The Originals. En 2020, son personnage devient officiellement un personnage principal dès la troisième saison.
Le 5 octobre 2020, Ben Levin a épousé sa compagne depuis 2013, Caroline Bloom, une actrice franco-américaine.

## Filmographie

### Films
- 2002 : Le Club des empereurs : Steven Wong
- 2007 : Mo : Sean
- 2008 : Lifelines : Chris
- 2009 : Blood Night : un punk
- 2011 : Our Idiot Brother : Un homme de main
- 2012 : Sleepwalk with Me de Mike Birbiglia : Philip
- 2012 : 30 Beats : Sean
- 2013 : Admission : Junior Lafont
- 2014 : #selfiesanonymous : Pedro (court-métrage)
- 2014 : Hazmat : Robbie (court-métrage)
- 2014 : Rosie : Vince (court-métrage)
- 2015 : Earthfall : Craig (téléfilm)
- 2015 : Joyeux baiser de Noël : Joshua (téléfilm)
- 2015 : Til It Happens to You : Blaine (court-métrage)
- 2016 : Divergente 3 : Au-delà du mur : Un garde
- 2016 : Dealing with Dana : Un jeune homme dans une piscine (court-métrage)
- 2016 : Up State : Jack (court-métrage)
- 2017 : Echelon : Sujet 87B5 (court-métrage)
- 2017 : Mission Control : Chaz Feng (téléfilm)
- 2018 : Bianca : Zach (court-métrage)
- 2019 : Turkey Drop : Dean (téléfilm)
- 2021 : Test Pattern : Chris

### Télévision
- 2009 : Ugly Betty : Brandon Floyd (1 épisode)
- 2010 : As the World Turns : Gabriel Caras (40 épisodes)
- 2011 : The Big C : Un jeune homme (1 épisode)
- 2015 : Kevin from Work : Un livreur (1 épisode)
- 2016 : Colony : Un figurant (1 épisode)
- 2017 : Dimension 404 : Z (1 épisode)
- 2017 : Time After Time : Leon (3 épisodes)
- 2018 : Love : Cole (2 épisodes)
- 2018 : Arrested Development : Deck Hand (2 épisodes)
- 2018-2022 : Legacies : Jed (récurrent saisons 1-2 ; principal saisons 3 et 4)
- 2019 : Dynastie : Doug (1 épisode)
- 2023 et 2025 : The Rookie : Le Flic de Los Angeles : Scott Wickham (saison 5, épisode 21 et saison 7, épisode 6)